# Osyka
Osyka is een plaats (town) in de Amerikaanse staat Mississippi, en valt bestuurlijk gezien onder Pike County.

## Demografie
Bij de volkstelling in 2000 werd het aantal inwoners vastgesteld op 481.
In 2006 is het aantal inwoners door het United States Census Bureau geschat op 505, een stijging van 24 (5,0%).

## Geografie
Volgens het United States Census Bureau beslaat de plaats een oppervlakte van
2,7 km², geheel bestaande uit land. Osyka ligt op ongeveer 78 m boven zeeniveau.

## Plaatsen in de nabije omgeving
De onderstaande figuur toont nabijgelegen plaatsen in een straal van 28 km rond Osyka.